# Son montuno
Son montuno ist eine kubanische Musikrichtung, die zum Son Cubano gehört.
Der Son entstand in der Provinz Oriente und verschmolz zunächst die spanische Gitarre und lyrische Traditionen mit afrokubanischer Perkussion und Rhythmen. Um 1909 kam sie von Oriente nach Havanna, getragen von Carlos Godínez und anderen Mitgliedern des Ejército permanente (der Armee), die dorthin migrierten. Ersten Aufnahmen entstanden 1918; den Son popularisierten das Sexteto Habanera und das Sexteto Nacional.
Wahrscheinlich bezog sich montuno ursprünglich auf seinen Ursprung in den Bergregionen Ostkubas; schließlich wurde er eher zur Beschreibung des letzten Up-tempo-Abschnitts eines Son mit seiner Halbimprovisation, seinem repetitiven Gesang und seinem kecken instrumentalen Höhepunkt verwendet. Der Begriff wurde in den 1920er Jahren verwendet, als sich der Son Sextetto in Havanna etablierte und stark mit den älteren Danzóns konkurrierte. 
Arsenio Rodríguez führte zusätzlich zum Gesangsteil die Montunos genannten Instrumentalteile mit Instrumentalsoli ein. Er nahm Bezug auf den Guaguancó, betonte die Bedeutung von Trompeten und Tres-Gitarre und führte neue Instrumente ein, wie Congas und Klavier. Der Ersatz der Gitarre durch das Klavier erweiterte die kontrapunktischen und harmonischen Möglichkeiten stark. Benny Moré fügte Einflüsse von Guaracha und Bolero hinzu.
Don Aspiazu machte den Son montuno in den USA bekannt.